# Kościół Najświętszego Serca Jezusa w Środzie Wielkopolskiej
Kościół Najświętszego Serca Jezusa w Środzie Wielkopolskiej – jeden z trzech rzymskokatolickich kościołów parafialnych w Środzie Wielkopolskiej. Należy do dekanatu średzkiego. Mieści się przy ulicy Wiosny Ludów.

## Historia
Został wybudowany w latach 1881–1888 w stylu neoromańskim. przez gminę chrześcijańską ewangelicko-unijną, dla potrzeb religijnych napływającej ludności niemieckiej, głównie wyznania luterańskiego.
W 1945 świątynia została przejęta przez katolicką parafię Wniebowzięcia Najświętszej Maryi w Środzie, jako świątynia pomocnicza gimnazjalna. Odprawiały się tu nabożeństwa, z biegiem lat coraz liczniejsze, dla dzieci i młodzieży. Nazywano ją kościołem szkolnym. W niektórych dokumentach nazywana była czasami kościołem Chrystusa Króla.
Arcybiskup Antoni Baraniak zatwierdził nowy tytuł „Najświętszego Serca Jezusa” i utworzył w dniu 15 marca 1967, przy tej świątyni ośrodek duszpasterski. Dnia 1 stycznia 1972 ten sam arcybiskup erygował nową parafię pod wezwaniem Najświętszego Serca Jezusa, obejmującą obszar dotychczasowego ośrodka. W 1964 budowla otrzymała nowe wyposażenie zakrystii, które zaprojektował architekt Edmund Węcławski, wykonał je natomiast mistrz stolarski Roman Dzikowski. 
W 1967 wnętrze świątyni zostało dostosowane do wymogów liturgii posoborowej. Jako główny element wystroju został zaprojektowany ołtarz soborowy z dużym nowoczesnym asymetrycznym krzyżem, wykonanym z metaloplastyki i kolorowego szkła. W ołtarzu umieszczona jest figura-pasyjka Chrystusa Ukrzyżowanego z jasnym złotym sercem. W ten sposób podkreślono doskonale związki dawnego wezwania (świętego Krzyża), z obecnym tytułem Najświętszego Serca Jezusa. Podczas tej modernizacji został rozszerzony chór organowy, zostało dobudowane boczne wyjście, została wyłożona marmurem posadzka, zostało powiększone obejście na dziedzińcu przykościelnym. 

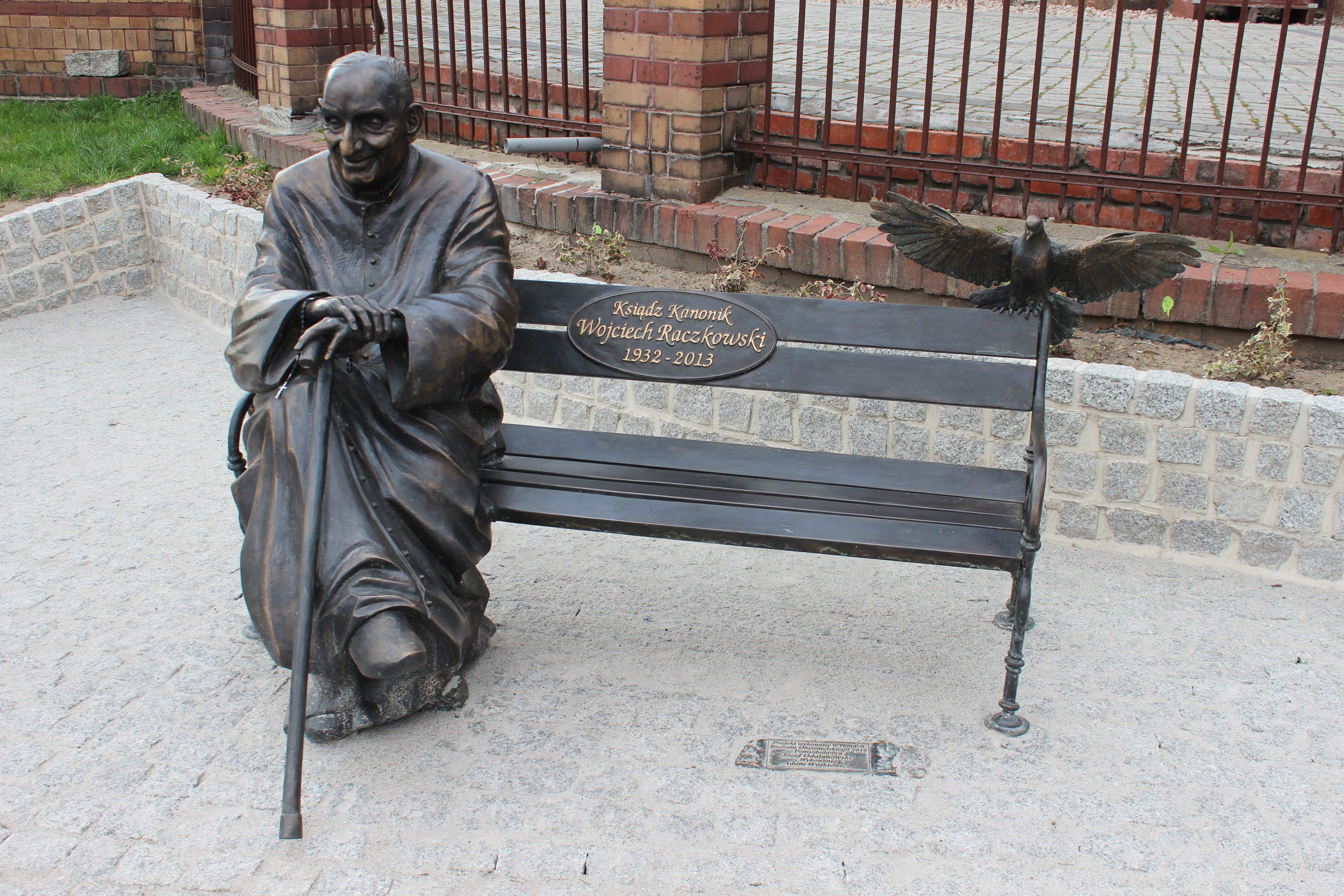
Pomnik–ławeczka ks. Wojciecha Raczkowskiego przed kościołem

W 1981 nastąpiła całkowita wymiana aparatury nagłaśniającej i częściowy remont organów. W 1983 dokonano kolejnej naprawy organów i naprawy dachu oraz pokryto wieżę blachą miedzianą.
Przed kościołem 22 kwietnia 2018 odsłonięto pomnik–ławeczkę ks. Wojciecha Raczkowskiego. 